# Мойсей Гесс

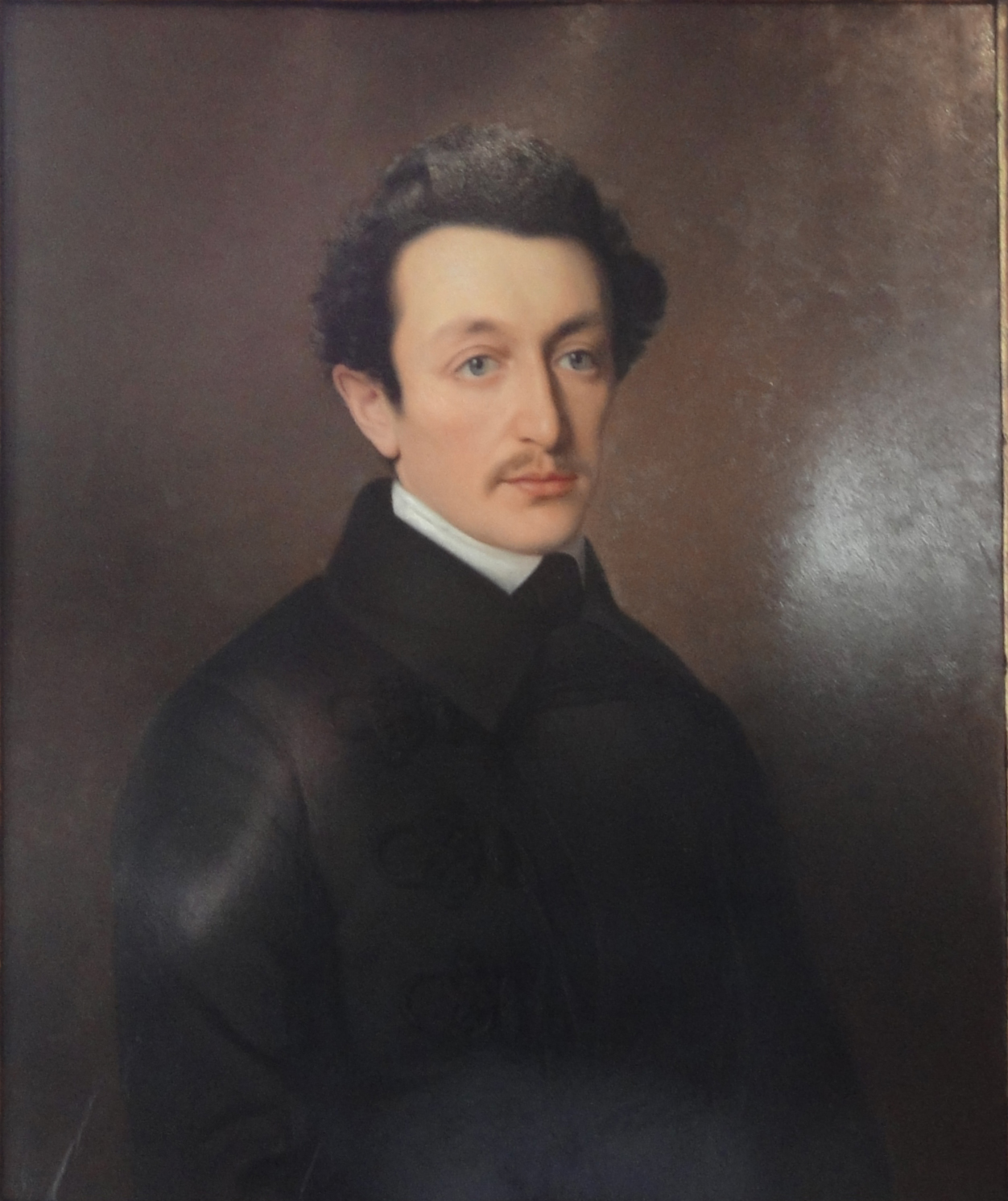
Портрет Мойсея Гесса 1846 року

Мойсей (Мозес; Моше) Гесс (нім. Moses Hess; 21 січня або 21 червня 1812, Бонн — 6 квітня 1875, Париж) — французько-єврейський філософ і засновник трудового сіонізму. Його соціалістичні теорії, орієнтовані на расову боротьбу, призвели до конфлікту з Карлом Марксом та Фрідріхом Енгельсом. Як відданий спінозист, Гесс сильно надихнувся життям та філософією Спінози.
З 60-х років був лассальянцем .

## Біографія
Мойсей (Моше) Гесс народився у Бонні, який у той час перебував під владою Франції. У його свідоцтві про народження з французької мови його ім'я позначається як "Мойса"; його назвали на честь діда по матері.  Його батько був висвяченим рабином, але ніколи не займався цією професією. Гесс отримав єврейську релігійну освіту від діда, а згодом вивчав філософію в Боннському університеті, але ніколи не випускався. 
Він одружився з бідною католицькою швачкою Сібіллою Пеш, «щоб виправити несправедливість, яку чинить суспільство». Хоча вони залишалися щасливими одруженими до смерті Гесса, Сибілла, можливо, мала справу з Фрідріхом Енгельсом, поки він переправляв її з Бельгії до Франції, щоб знову возз'єднатися з чоловіком. Інцидент, можливо, спричинив розрив Гесса від комуністичного руху.
Гесс був раннім прихильником соціалізму і попередником того, що згодом буде називатися сіонізмом. Як кореспондент «Rheinische Zeitung» — радикальна газета, заснована ліберальними рейнськими бізнесменами, він жив у Парижі. Він був другом і співпрацівником Карла Маркса (який також працював над «Rheinische Zeitung») та Фрідріха Енгельса. Гесс познайомив Енгельса, майбутнього відомого комуніста, до комунізму початку 1840-х.  
Але Маркс і Енгельс стали б відомими своїм непостійним і зухвалим підходом до колег-соціалістів, які виявили недостатню згоду з власною формою соціалізму. До кінця 1840-х вони порвали з Гессом. Вони знущалися над ним — спочатку за спиною, а згодом і відкрито. Маркс і Енгельс в роботі «Німецької ідеології» також критикували ідеї Гесса.
Гесс тимчасово втік до Бельгії та Швейцарії після придушення комуни 1848 року . Він також поїхав за кордон під час франко-прусської війни 1870–71. 
Гесс помер у Парижі в 1875 році. За його проханням його поховали на єврейському кладовищі Кельна. У 1961 році його повторно інтернували на кладовище Кіннерет в Ізраїлі разом з іншими соціалістично-сіоністами, такими як Нахман Сіркін, Бер Борохов та Берл Кацнельсон. 
Мошав Кфар Гесс був названий на його честь. 

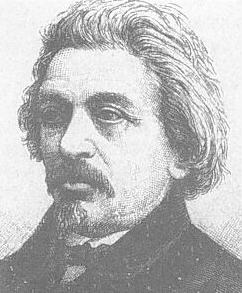
Мойсей Гесс

## Погляди та думки
Гесс став неохоче базувати всю історію на економічних причинах і класовій боротьбі (як це робили Маркс і Енгельс), і став розглядати боротьбу рас, або національностей, як головний фактор історії. 
За словами Джорджа Літхейма, Гесс, який відрізнявся від Маркса у ряді питань, все ж свідчив у листі до Олександра Герцена, що те, про що він і Герцен писали, «нагадує акуратний ескіз, намальований на папері, тоді як судження Маркса про ці події [Європейський потрясіння] — це як би викарбуване залізною силою в скелі часу» (Перефразоване Джорджем Ліхтеймом, Коротка історія соціалізму, 1971 p.   80). 
З 1861 по 1863 рік проживав у Німеччині, де познайомився з підйомом німецького антисемітизму. Саме тоді він повернувся до свого єврейського імені Мойсей (після імені  Моріц Гесс) на знак протесту проти асиміляції євреїв . Він опублікував «Рим та Єрусалим» у 1862 році. Гесс трактує історію як коло перегонів та національних змагань. Він розглядав підйом італійського націоналізму та реакцію Німеччини на нього, і з цього прийшов до ідеї єврейського національного відродження та до свого довічного розуміння, що німці не будуть терпими до національних прагнень інших людей і будуть особливо нетерпимими до євреїв. Його книга закликає до створення єврейської соціалістичної спільноти в Палестині відповідно до нових національних рухів у Європі та як єдиного способу реагування на антисемітизм та утвердження єврейської ідентичності в сучасному світі. 

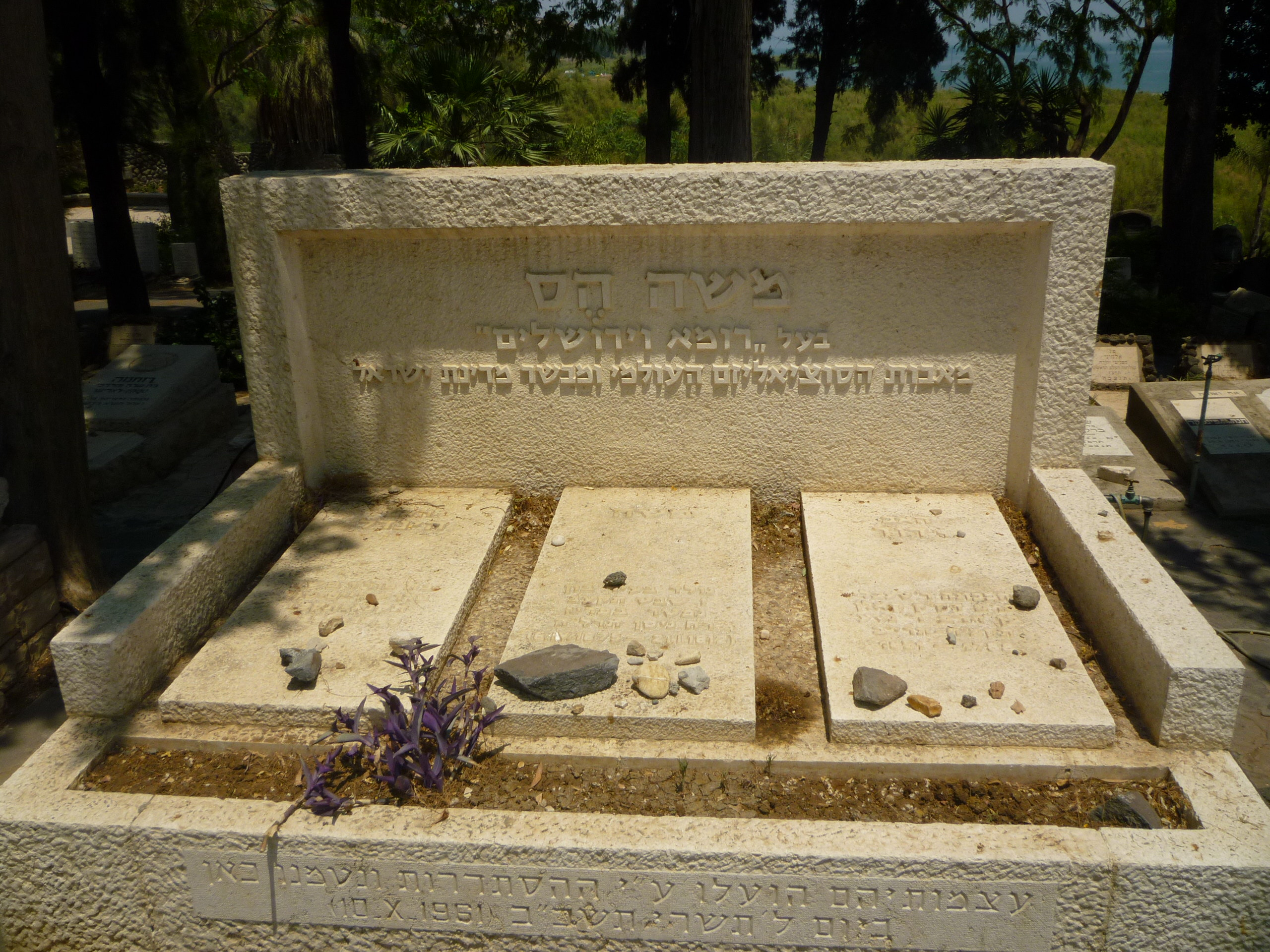
Могила Гесса біля озера Кіннерет, Ізраїль

## Наукова робота
Гесський «Рим та Єрусалим: Останнє національне питання» залишився непоміченим у свій час, оскільки більшість німецьких євреїв віддавали перевагу культурній асиміляції. Його робота не стимулювала політичну активність чи дискусію. Коли Теодор Герцл вперше прочитав «Рим та Єрусалим», він написав, що «з часів Спінози не було більшого єврейського мислителя, ніж цей забутий Мойсей Гесс». Він сказав, що, можливо, не написав «Der Judenstaat» (Єврейська держава), якби раніше читав «Рим та Єрусалим». Володимир Зеєв Жаботинський вшанував Гесса в «Єврейському легіоні у світовій війні» як одного з людей, які зробили можливим декларацію Бальфура, разом з Герцлом, Вальтером Ротшильдом та Леоном Пінкером. 

## Опубліковані твори
- Священна історія людства (1837)
- Європейська тріархія (1841)
- Соціалізм і комунізм [Архівовано 7 січня 2017 у Wayback Machine.] (1842)
- Die Philosophie der Tat ( Філософія дії, 1843)
- Про валютну систему, що також перекладається як Про сутність грошей [19] (Über das Geldwesen, 1845)
- Комуністична сповідь віри (Лондон, 1846 р.) [20]
- Наслідки революції пролетаріату (1847 р.)
- Рим та Єрусалим Лейпциг: Едуард Менглер (1862)
- Листи про місію Ізраїлю (1864)
- Високі фінанси та імперія (1869)
- Les Collectivistes et les Communistes (1869)
- Динамічна теорія матерії (1877)
- Jüdische Schriften (антологія редакція Теодор Злосісті, Берлін: Луї Lamm, 1905)

### Переклади
- Священна історія і людство та інші писання. ред. Шломо Авінері (Cambridge University Press, 2005).
- Історія євреїв, т. III, Ґрец (1866 - 1867, французькою мовою)

## Подальше читання
- Едмунд Сільбернер, Мойсей Гесс. Geschichte seines Lebens (Leiden 1966), (німецькою мовою)
- Shlomo Na'aman, Emanzipation und Messianismus. Leben und Werk des Moses Heß (Франкфурт а. M./New York, 1982) (німецькою мовою)
- Шломо Авінері, Мойсей Гесс: Пророк комунізму та сіонізму (Нью-Йорк, 1985).
- Kay Schweigmann-Greve, Jüdische Nationalität aus verweigerter Асиміляція. Biographische Parallelen bei Moses Hess und Chajm Zhitlowsky und ihre ideologische Verarbeitung. В: Трума, Журнал Hochschule єврейських досліджень Гейдельберг, т. 17, 2007 с.   91-116 (німецькою)

## Зовнішні посилання
- Вікісховище має мультимедійні дані за темою: Мойсей Гесс
- Цитати за темою Мойсей Гесс у Вікіцитатах

- Гесс: Священна історія людства та інші писання (фронтмайстер книги) [Архівовано 31 жовтня 2008 у Wayback Machine.], - ред. & переклад Шломо Авінері (2004)
- Мойсей Гесс (1812-1875) [Архівовано 15 лютого 2018 у Wayback Machine.] з Єврейського агентства в Ізраїлі
- http://www.steinheim-institut.de/edocs/kalonymos/kalonymos_2002_3.pdf#page=1 [Архівовано 13 липня 2020 у Wayback Machine.] Калонімос, Грегор Пелгер: Про відновлення єврейської держави. Мойсей Гес (1812-1875)] Калонімос, Грегор Пелгер: "Zur Restauration des jüdischen Staates. Мойсей Гес (1812-1875) "(нім. )
- Жаботинський: „Єврейський легіон у світовій війні” [Архівовано 8 червня 2019 у Wayback Machine.] (нім. )
- Архів Мойсея Гесса з Міжнародного інституту соціальної історії